# Sige bifoliata
Sige bifoliata är en ringmaskart som först beskrevs av Moore 1909.  Sige bifoliata ingår i släktet Sige och familjen Phyllodocidae. Inga underarter finns listade i Catalogue of Life.